# Park Westerveld
Park Westerveld is een park in Arnhem-Zuid, oorspronkelijk een landgoed, in de achttiende eeuw aangelegd door de familie Tulleken. Aan de noordzijde wordt het begrensd door de Drielsedijk in het zuiden door een nieuwbouwwijk van het dorp Elden. In 2009 is het park aangewezen als beschermd gemeentelijk monument.

## Geschiedenis
Park Westerveld ligt op een oeverwal van de Rijn, ontstaan omstreeks 300 v. Chr. door rivierafzettingen van klei en grofzand. Het grote wiel in het midden is ontstaan door een dijkdoorbraak op 24 december 1740, waarbij 170 meter dijk werd weggevaagd. Door deze dijkdoorbraak en een doorbraak in Bemmel raakte de Betuwe, de Tielerwaard en de landen van Buren en Culemborg overstroomd. De overstroming in 1740-1741 behoort tot de ergste natuurrampen die het rivierengebied hebben getroffen. In Elden werd door de dijkdoorbraak een langgerekte kolk gevormd. In 1741 werd aan de rivierzijde van de kolk een ringdijk aangelegd die later werd omgevormd tot een bandijk. Doordat bij de doorbraak de kleilaag werd doorbroken treedt er bij hoge waterstanden van de Rijn veel kwel op, waardoor het westelijke deel van het park drassig kan zijn.

## Eigenaren

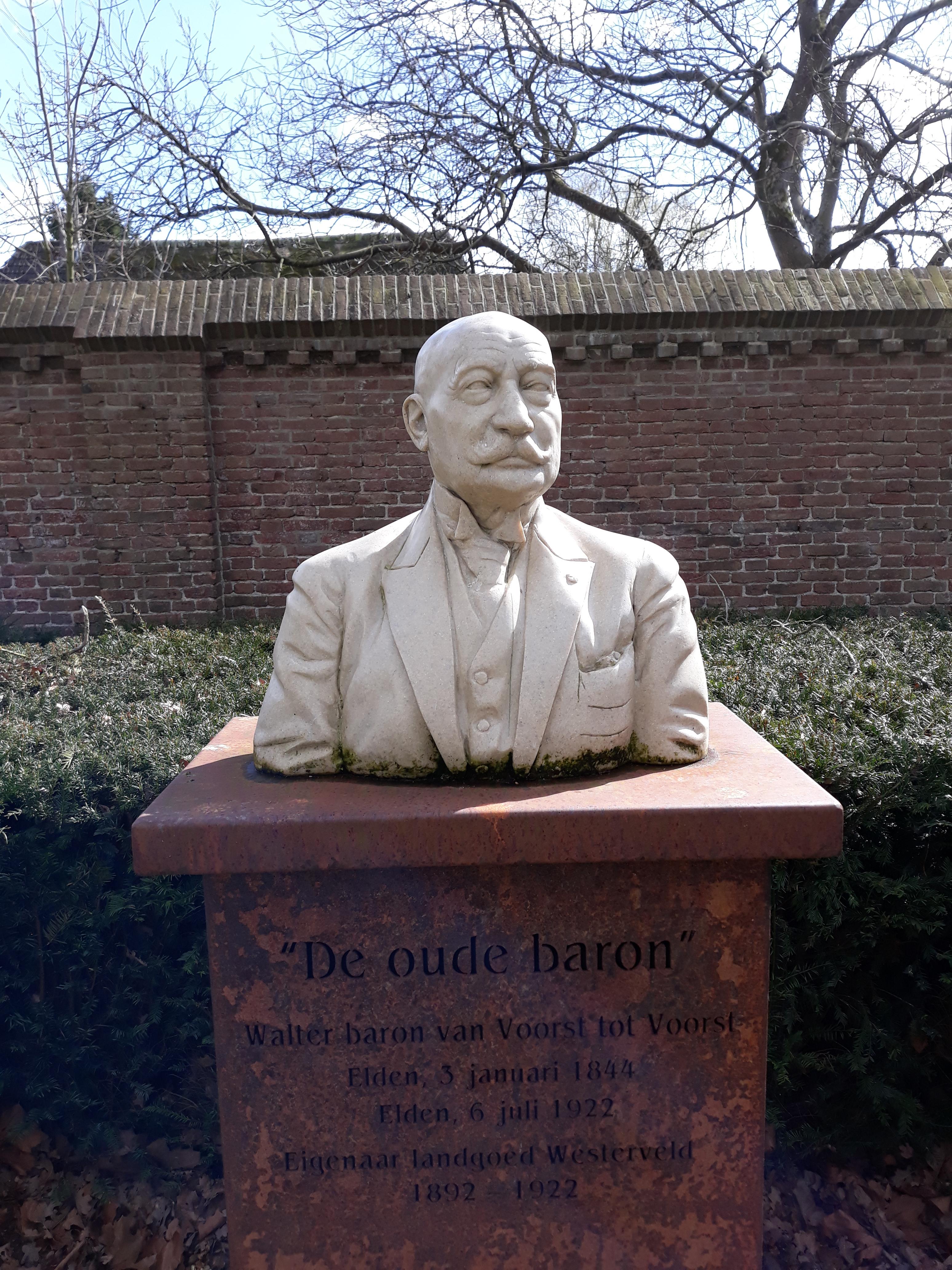
Borstbeeld van Walter baron Van Voorst tot Voorst

Rond 1600 wordt het St. Catharina Gasthuis als eigenaar van Westerveld schriftelijk vermeld. Na de dijkdoorbraak werd er door de familie Tulleken een landgoed aangelegd, met een florissant buiten "Huize Westerveld". In 1821 kwam het landgoed in bezit van gepensioneerd ritmeester Joannes Josephus Debets en Cornelia Catherina Walenson. Samen hadden zij een dochter Barbara Catharina Josephina. Na het overlijden van haar moeder werd zij de erfgename van Westerveld. Zij trouwde in 1835 met Eduwardus Ludovicus Baron van Voorst tot Voorst. Hiermee deed het geslacht Van Voorst tot Voorst haar intrede op Westerveld.
De familie Van Voorst tot Voorst woonde bijna een eeuw op het landgoed. De familie stond bekend als sociaal voelend. Eind 1889 kreeg de Eldense predikant 50 gulden voor de armen in Elden. De pastoor zal ongetwijfeld ook een bedrag hebben gekregen voor zijn parochianen. In bittere wintertijd werden arme Eldenaren door de familie voorzien van brandstof. Veel Eldenaren vonden hun bestaan op Westerveld. Toen Eduardus van Voorst tot Voorst in 1891 overleed, werd hij opgevolgd door zijn zoon Walter. Walter overleed in 1922 en werd opgevolgd door zijn zoon die ook Walter heette. Deze Walter trouwde met de Russische Xenia Utkin, maar ging rond 1930 failliet omdat zijn vrouw volgens de boeken meer uitgaf dan zij zich kon veroorloven. Hierdoor kwam in 1931 Westerveld in handen van de heer W. Velgersdijk terecht, die een tuinderij aanlegde op het landgoed.
Op 25 november1944 werd het landhuis, op dat moment in gebruik als commandopost van een Duitse eenheid, verwoest door een bombardement van de geallieerden. Het landhuis werd na de oorlog niet meer opgebouwd, er kwam een boerderij voor terug. In de jaren vijftig werd het verkocht aan de heer Jurgens uit Nijmegen, die de kwekerij van Velgersdijk voortzette. Sinds 1970 is het gebied in bezit van de gemeente Arnhem, die het ontwikkelde tot een park. Kassen werden gesloopt en boomgaarden maakten plaats voor gazons en boomgroepen. In 1976 werd het park geopend voor publiek. In 2001 werd het grondig opgeknapt. Op 26 januari 2018 is een borstbeeld voor Walter, baron van Voorst tot Voorst (1844-1922), onthuld door burgemeester Ahmed Marcouch van Arnhem en twee nazaten van de baron. Baron Walter heeft veel betekend voor het dorp Elden.

## Peren en pruimen

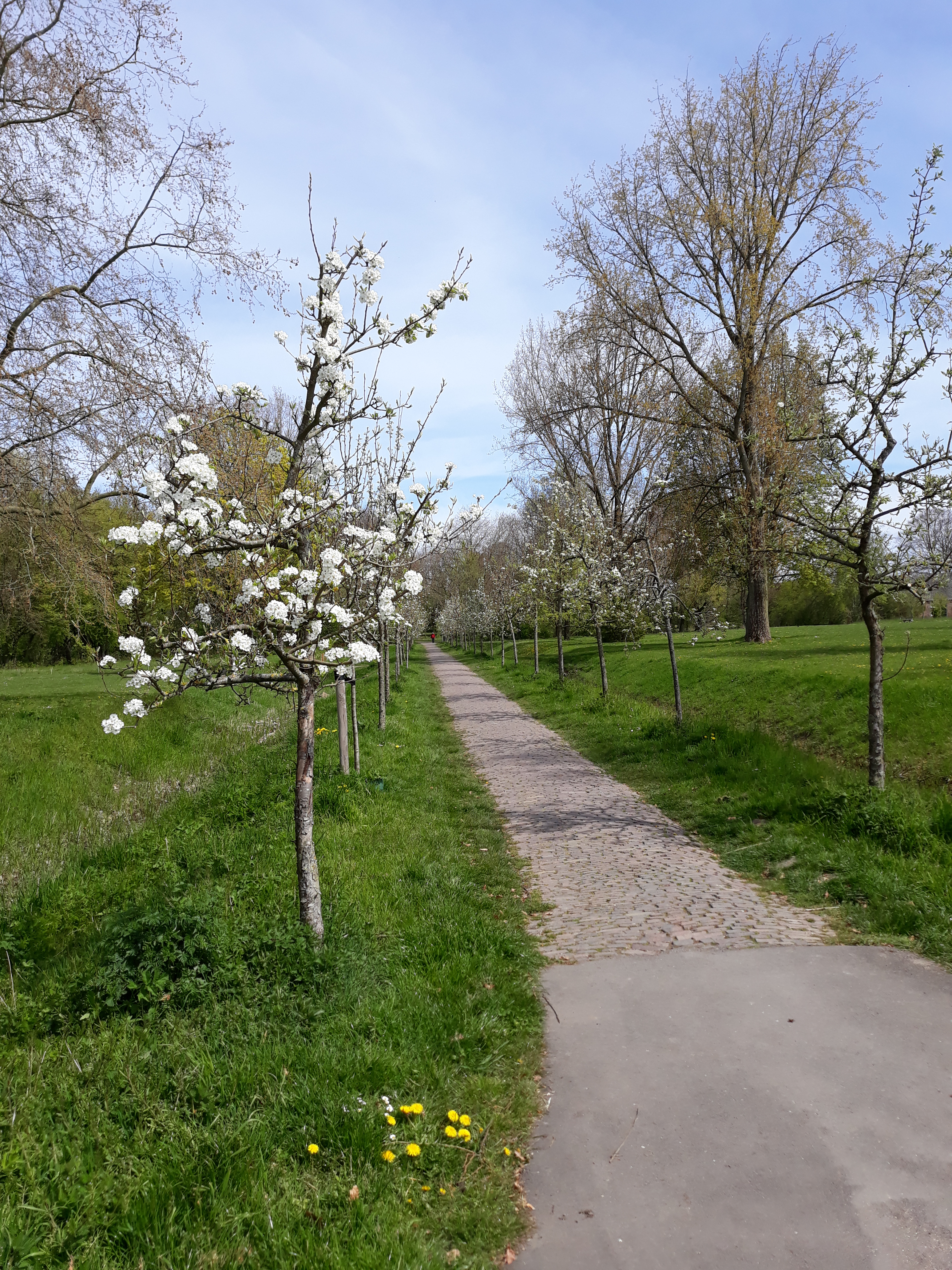
Perenlaantje

Vanaf de Klapstraat in Elden loopt een verbinding naar Park Westerveld. Walter Baron van Voorst tot Voorst had interesse voor perenrassen en plantte begin 1900 ongeveer tachtig perensoorten aan beide kanten van dit weggetje. Deze verbinding werd in 1976 doorbroken voor de aanleg van een watergang. Toen de verbinding in 1996 weer hersteld werd met de bouw van een brug (met de naam 'Van Voorst tot Voorst'), heeft deze verbinding officieel de naam Perenlaantje gekregen. Anno 2013 stonden er weer diverse perensoorten langs het laantje.
In het park is ook een kleine pruimenboomgaard aangelegd met pruimen van het ras Eldense blauwe die in het verleden in groten getale in de regio werden gekweekt.

## Flora en fauna
In het park staan onder meer essen, zwarte elzen, esdoorns en kastanjes. Een witte paardenkastanje geplant in 1850/1860 is door de Bomenstichting aangewezen als monumentale boom. Bloemen en kruiden die er te vinden zijn zijn bijvoorbeeld penningkruid, speenkruid, look-zonder-look en koekoeksbloem. De fauna van het park bestaat uit konijnen en veel vogels waaronder Vlaamse gaaien, duiven, buizerds, boomklevers en boomkruipers. In het water in het park vindt men onder meer eenden, meerkoeten en verschillende soorten vissen.

## Waterkwaliteit
In de circa 10 m diepe klok bevinden zich vissoorten als paling, voorn en brasem. In 2018 werd duidelijk dat de vis regelmatig last heeft van perioden van zuurstofloosheid van het water in de plas. De kolk is vrijwel geheel omgeven door bomen. Dit leidt tot grote hoeveelheden rottend blad op de bodem en een hoge mate van beschutting waardoor wind niet kan zorgen voor menging van het water. De gemeente Arnhem heeft in 2016 de windhoeken van de plas gebaggerd en aan de noordzijde een opening gemaakt in het bos.

## Foto's

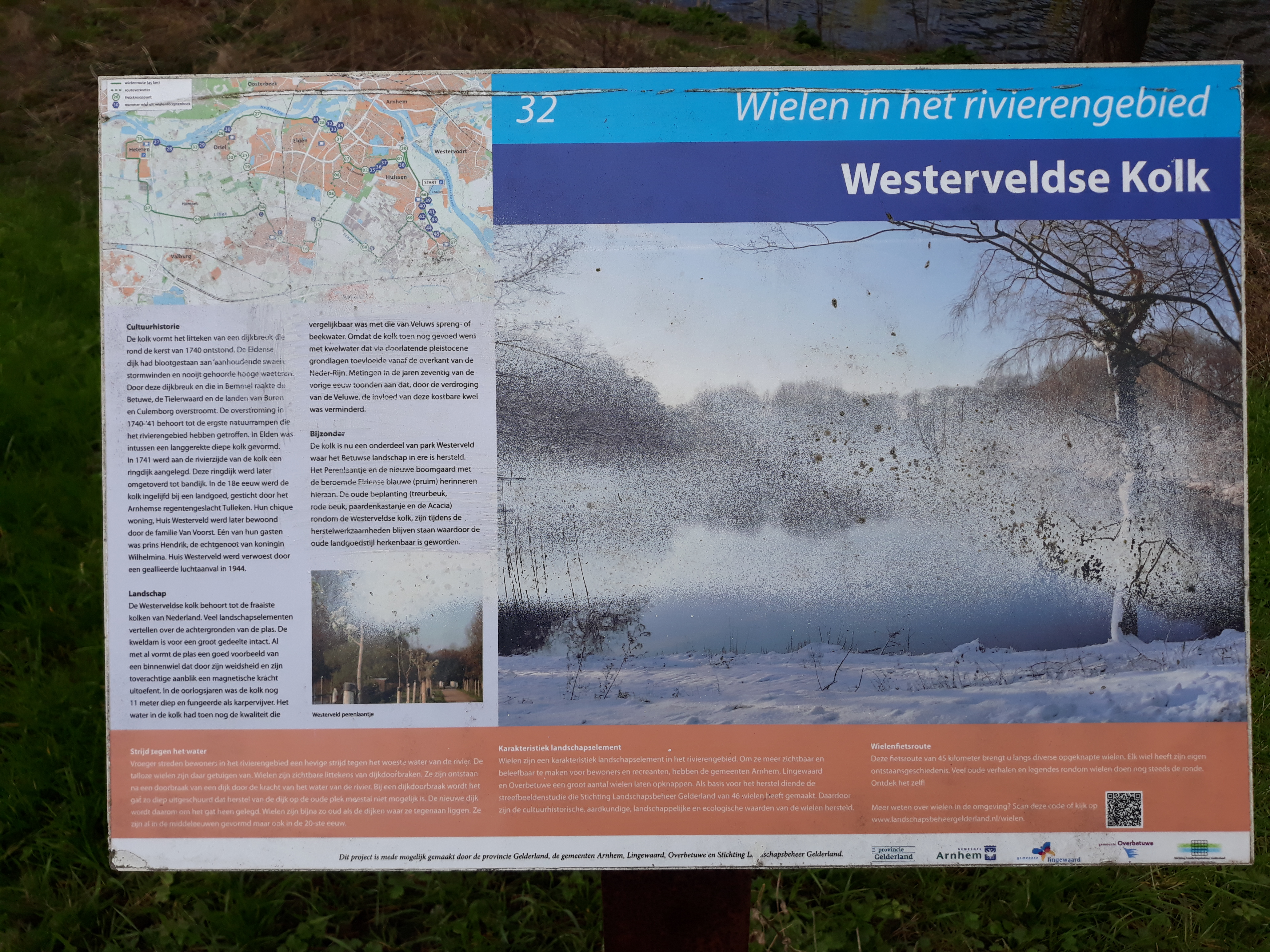
Informatiebord Kolk Westervoort
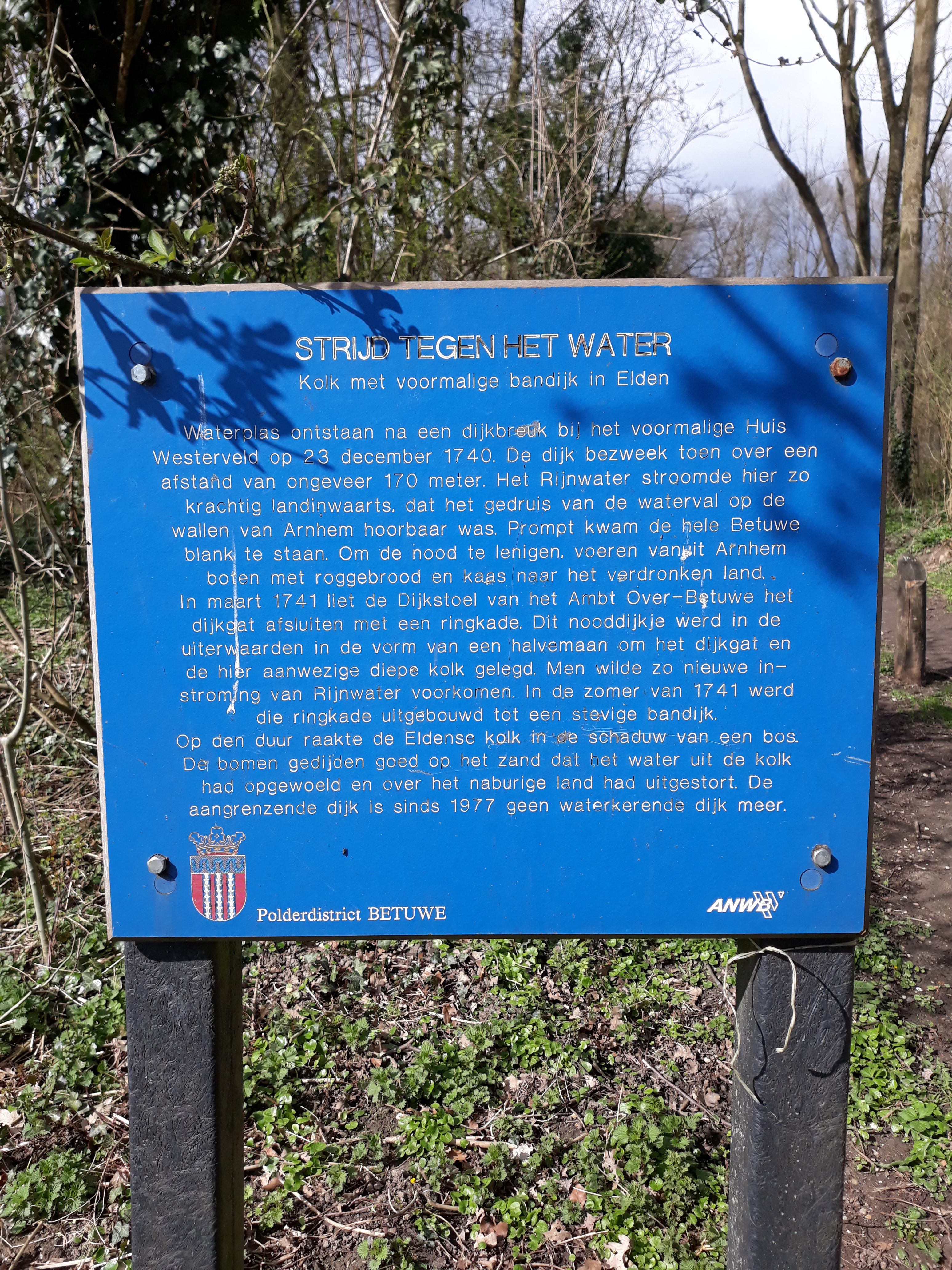
Informatiebord Polderdistrict Betuwe
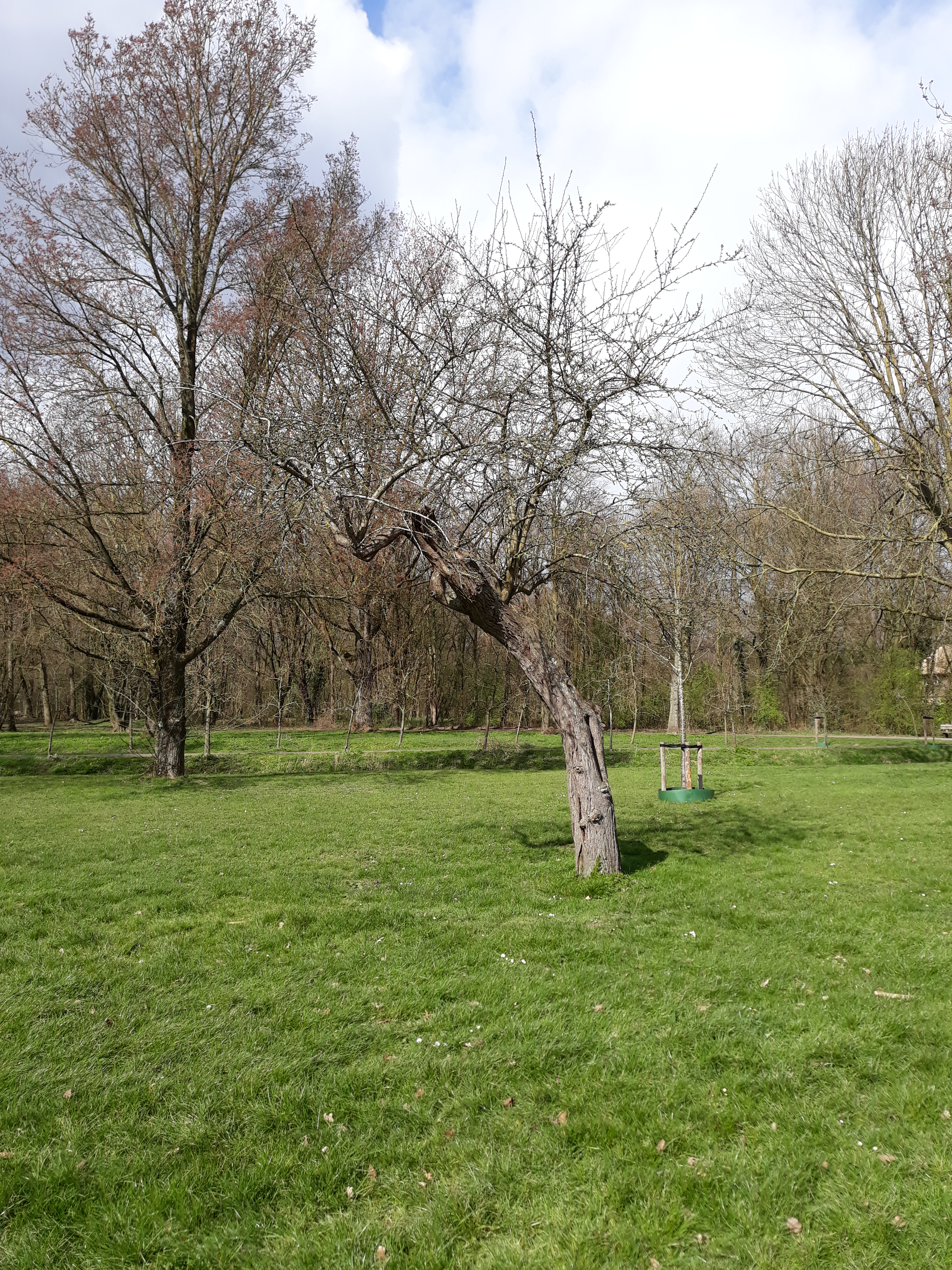
Pruim Eldense blauwe
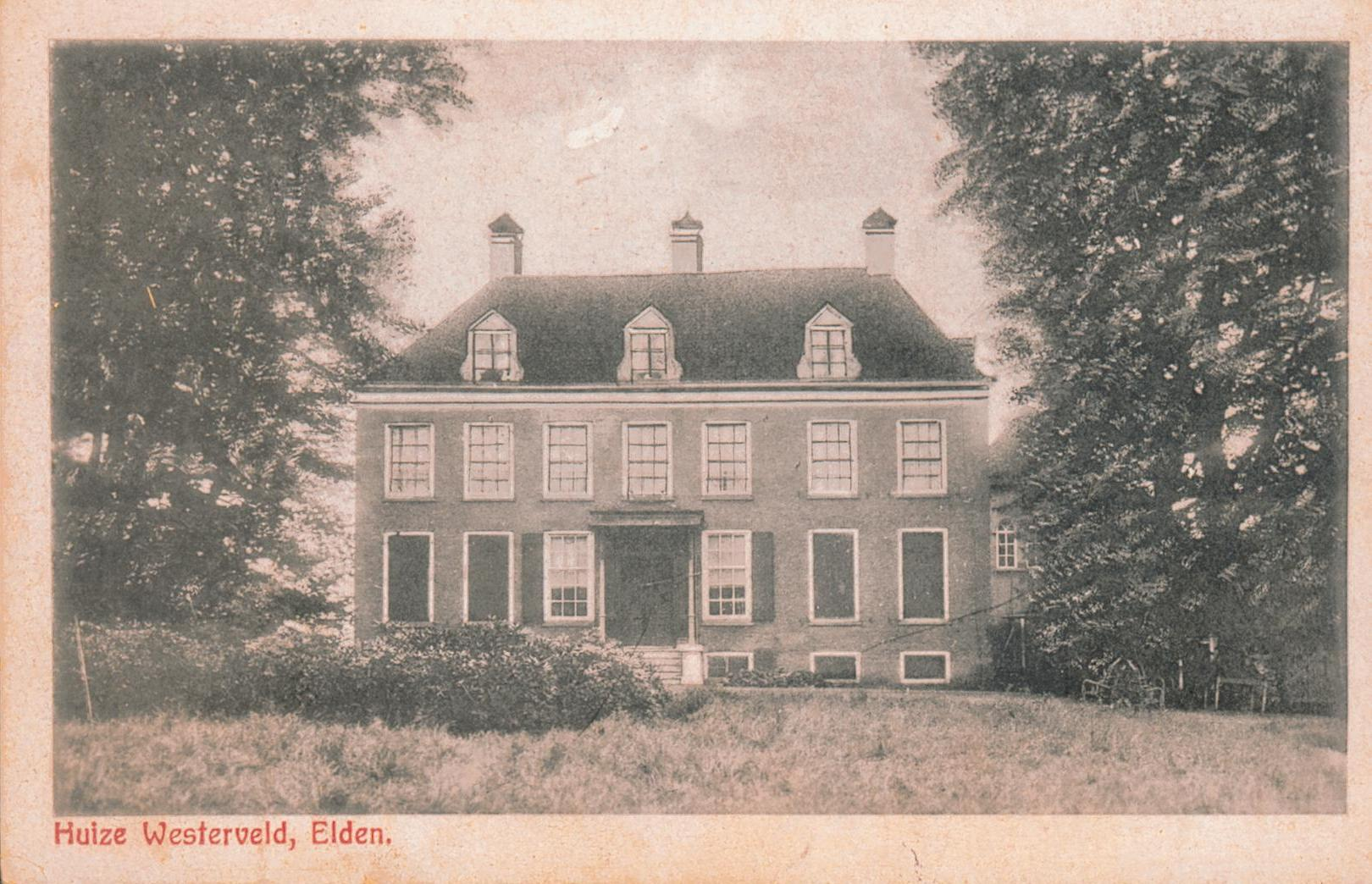
Huize Westerveld omstreeks 1910
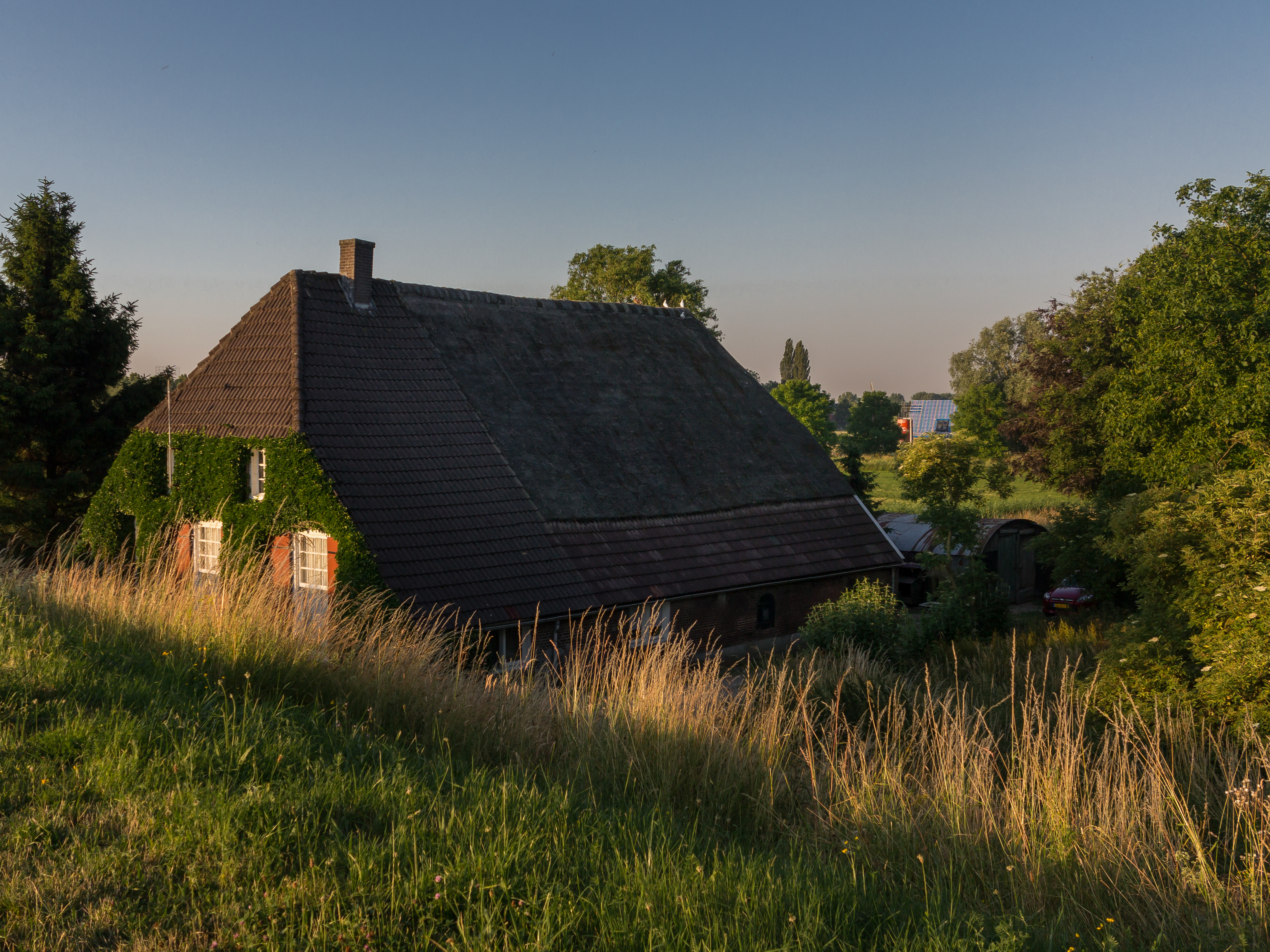
Hallehuisboerderij, monument in westelijk deel van het park

Park Angerenstein · Bronbeek · Gulden Bodem · Hoogte 80 · Immerloopark · Jubileumpark · Park Klarenbeek · Lichtenbeek en Boschveld · Mariëndaal · Stadsblokken-Meinerswijk · Moscowa · Onderlangs · Park Presikhaaf · Park Sonsbeek · Warnsborn · Westerheide · Park Westerveld · Park Zypendaal